# Toém

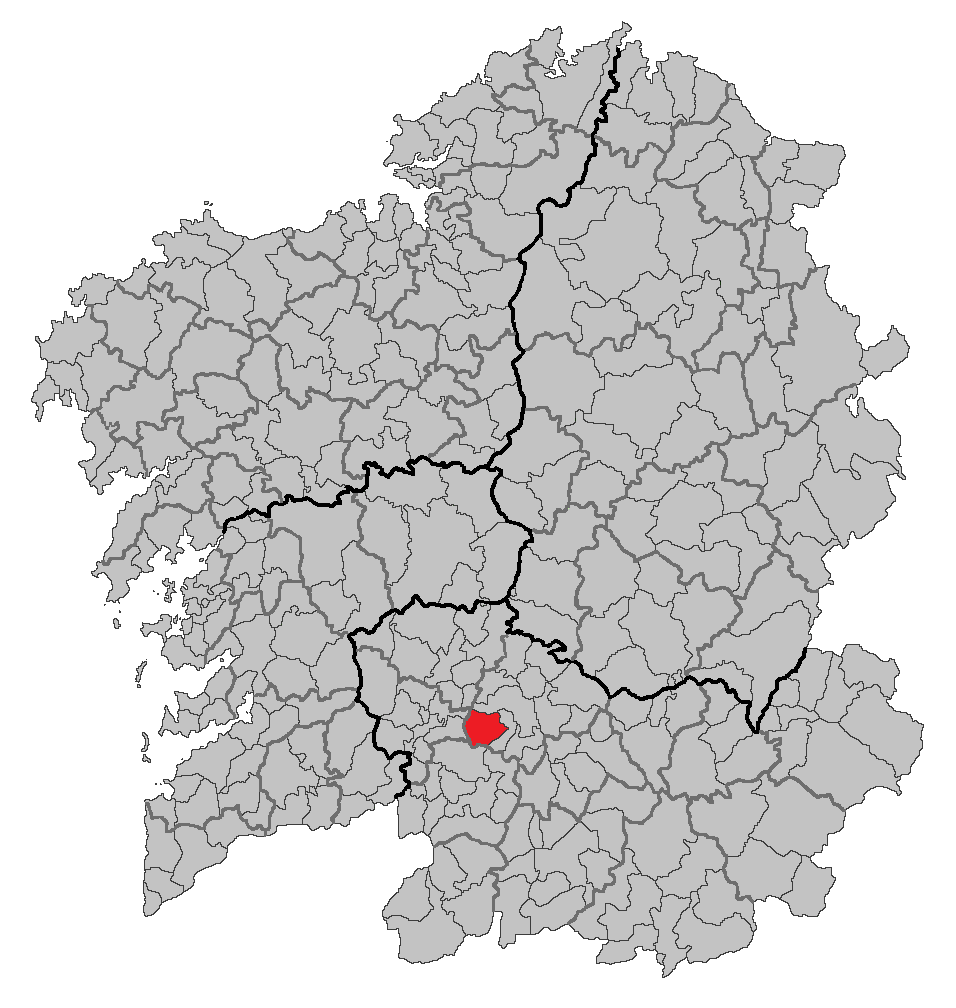
Localização de Toén

Toém (Toén) é um município da Espanha na província 
de Ourense, 
comunidade autónoma da Galiza, de área 58,29 km² com 
população de 2649 habitantes (2007) e densidade populacional de 44,02 hab/km².

## Demografia
| Variação demográfica do município entre 1991 e 2004 | Variação demográfica do município entre 1991 e 2004 | Variação demográfica do município entre 1991 e 2004 | Variação demográfica do município entre 1991 e 2004 |
| --------------------------------------------------- | --------------------------------------------------- | --------------------------------------------------- | --------------------------------------------------- |
| 1991                                                | 1996                                                | 2001                                                | 2004                                                |
| 2760                                                | 2636                                                | 2511                                                | 2573                                                |